# ایگور میخایلوویچ دیاکونوف
ایگور میخایلوویچ دیاکونوف (روسی: И́горь Миха́йлович Дья́конов؛ ۳۰ دسامبر ۱۹۱۴ در پتروگراد – ۲ مه ۱۹۹۹ در سنت پترزبورگ) خاورشناس بین‌المللی اهل روسیه و یکی از بهترین پژوهشگران در زمینهٔ مطالعات شرق نزدیک باستان بود. او عضو آکادمی بریتانیا، عضو افتخاری انجمن سلطنتی آسیایی بریتانیای کبیر و ایرلند و انجمن شرق‌شناسی آمریکا و فرهنگستان هنر و علوم آمریکا و عضو کمیتهٔ مشورتی دانشنامهٔ ایرانیکا و عضو مجموعهٔ کتیبه‌های ایرانی بود، وبرای سالها با وزارت فرهنگ دوره پهلوی دوم همکاری داشته است. او همچنین مدرک دکترای افتخاری از دانشگاه شیکاگو را داشت.

## خانواده
در طول دههٔ ۱۹۲۰ میلادی، دیاکونوف دو بار در شهر اُسلو زندگی کرد، جایی که پدرش میخائیل الکسویچ دیاکونوف برای مأموریت‌های تجاری شوروی در آن‌جا کار می‌کرد. مادرش پزشکی خوانده‌بود اما عمدتاً همهٔ عمرش را در خانه گذراند. برادر بزرگ‌ترش، میخائیل میخائیلویچ دیاکونوف (۱۹۰۷–۱۹۵۴) پژوهشگر برجسته‌ای در رشتهٔ تاریخ و باستان‌شناسی ایران بود.

## زندگی
در سال ۱۹۳۸ میلادی، دیاکونوف از دانشگاه لنین‌گراد فارغ‌التحصیل شد. در آن‌جا همراه با آشورشناس برجسته، الکساندر پاولویچ ریفتین (۱۹۰۰–۱۹۴۵) تحصیل می‌کرد. پس از فراغت از تحصیل، در گروه شرق نزدیک باستان در موزهٔ دولتی ارمیتاژ در لنین‌گراد استخدام شد و تا سال ۱۹۴۱ میلادی، در طول جنگ جهانی دوم و هنگامی که آلمان به شوروی حمله کرد، در آن‌جا مشغول به کار بود. در سال ۱۹۴۴ میلادی دیاکونوف دوباره به نروژ رفت، این بار برای آزادسازی این کشور از اشغال آلمان در جنگ جهانی دوم به‌عنوان سروان ارتش اتحاد جماهیر شوروی جنگید. از سال ۱۹۴۶ تا ۱۹۵۰ میلادی، زبان‌های اکدی و سومری و تاریخ میان‌رودان باستان را در دانشگاه لنین‌گراد آموخت و سپس تا سال ۱۹۵۹ میلادی، در گروه شرق نزدیک باستان در موزهٔ ارمیتاژ به‌عنوان موزه‌دار مجموعهٔ الواح میخی کار کرد. از سال ۱۹۵۳ میلادی تا زمان مرگ وی در سال ۱۹۹۹ میلادی، او پژوهشگر ارشد شعبهٔ لنین‌گراد/سنت پترزبورگ مؤسسهٔ مطالعات شرقی در آکادمی علوم شوروی/روسیه بود.
دیاکونوف تماس‌های بین‌المللی و سهیم‌شدن در سازماندهی پروژه‌های مهم علمی را بنیان نهاد. به‌طور خاص، او در برگزاری بیست و پنجمین کنگرهٔ بین‌المللی خاورشناسان که در سال ۱۹۶۰ در مسکو برگزار شد، نقشی فعال داشت (دبیر اجرایی کمیتهٔ برگزاری بود). آثار منتشرهٔ او موضوعات مختلفی را در بَر می‌گیرند، از مطالعات زبان‌شناختی زبان‌های آفروآسیایی گرفته تا حماسه‌های اسکاندیناوی و آثار شاعر مشهور روس، الکساندر پوشکین. دیاکونوف مترجم زبردست آثار ادبی از جمله حماسهٔ گیل‌گمش و چندین کتاب از کتاب مقدس بود. او همچنین اشعار و ترجمه‌های خود را منتشر می‌کرد. دیاکونوف در زندگی شخصی و حرفه‌ای خویش نمونه‌ای از چشم‌انداز انسان‌دوستی بود و عقیده داشت که پژوهشگران در همهٔ جهان، خانواده‌ای متحد و برادرند. وی همچنین معتقد بود که پژوهشگر نباید به شرایط سیاسی وابسته باشد و خود را در مرزهای ملی محدود کند.
دیاکونوف می‌توانست متون را به زبان‌های سومری، اکدی، عبری، ایلامی، هیتی، هوری و اورارتویی بخواند؛ او متون شرق نزدیک باستان را در دوره‌ها و انواع مختلف مطالعه کرد، از هزارهٔ سوم پیش از میلاد تا پایان دورهٔ هخامنشی در سدهٔ چهارم پیش از میلاد. موضوعات آثار او زبان‌ها و فرهنگ‌ها، همراه با نژادشناسی، سیاست و تاریخ اجتماعی و اقتصادی شرق نزدیک باستان و آسیای مرکزی را شامل می‌شد. او مجموعهٔ قوانین سومری، بابلی و آشوری را همراه با یادداشت‌های دقیق ترجمه کرد. وی همچنین متون اصلی اسناد اقتصادی و نامه‌های روزمرهٔ ناشناخته به خط میخی از پادشاهی اورارتو را ویرایش، آوانویسی و ترجمه کرد. بسیاری از این اسناد در طول کاوش‌های باستان‌شناسی در کارمیر بلور در ارمنستان یافت شده‌بودند و خواندن آن‌ها دشواری‌های بسیاری به‌همراه داشت. همراه با سرگی آناتولیویچ استاروستین، نشان دادند که زبان‌های هوری و اورارتویی با زبان‌های داغستانی ارتباط دارند. یک کتاب او شامل بررسی دقیق و توصیف سیستماتیک زبان‌های آسیای غربی است. وی در اواخر عمر اعتراف کرد که به پیشنهاد وزارت فرهنگ ایران به عمد برخی متون را درخصوص نسبت دهی به اکراد در برخی کتب به جعل نگاشته است از دیگر اعترافات ایشان اقدام به انتخاب برخی اسامی ساختگی به جای اسامی حقیقی است همچنین از اعترافات ایشان انتخاب نام دیاکو برای پادشاه ماد بود که‌ در واقع  از اسم خودش (دیاکو نوف)برای نام دهی به این پادشاه استفاده کرده .  دیگر آثار زبان‌شناسانهٔ او، شامل مطالعهٔ تاریخی ریشه‌های آفروآسیایی و مقایسهٔ واژگانی زبان‌های آفروآسیایی می‌شد، همچنین برای گردآوری فرهنگ جامع واژگان این زبان‌ها و فرهنگ ریشه‌شناسی واژگان سامی نیز مشارکت داشت. دیگر کارهای او عبارتند از مطالعات تطبیقی زبان‌های حامی و سامی و بازسازی آوایی، ریخت‌شناسی و واژگانی آن‌ها و همچنین تجزیه و تحلیل تشابهات میان زبان اکدی و زبان‌های غیرمکتوب کوشی. دیاکونوف به همان اندازه نیز در واژه‌شناسی، تاریخ و زبان‌شناسی ماهر بود و ترجمه‌های استادانه‌ای از آثار ادبی مربوط به کتاب مقدس و آثار سومری، بابلی و آشوری ارائه داده‌است.

## فعالیت‌های علمی
دیاکونوف در آثارش دیدگاه‌های خود را دربارهٔ فرایندهای تاریخی از دوران باستان تا به امروز خلاصه کرده‌است که شامل مروری دقیق از جنبه‌های اجتماعی و اقتصادی و قوانینی است که در طول تاریخ بشریت بر آن‌ها حاکم بوده‌است. همچنین در این کتاب‌ها فرایندهای تاریخی از آغاز دوران پارینه سنگی و بررسی عوامل قومی، مذهبی و فرهنگی را دنبال کرد. یک کتاب او به زبان آلمانی منتشر شده‌است: هوری‌ها و اورارتویی‌ها (مونیخ، ۱۹۷۱). سرانجام، او حدود صد مقاله در مجلات مختلف غربی که عمدتاً به زبان انگلیسی بودند منتشر کرد. او آموزشگاه بزرگ آشورشناسی را ایجاد کرد که در حال حاضر در دانشگاه‌های مختلف روسیه، شوروی سابق و چندین کشور غربی کار می‌کنند.
دیاکونوف نویسندهٔ اصلی دو مجلد بزرگ از تاریخ جهان باستان، دو جلد از تاریخ شرق باستان و چندین کتاب دیگر دربارهٔ شرق نزدیک باستان بود که منجر به شناخت بهتر تاریخ، اقتصاد و فرهنگ این منطقه و کمک به درک عوامل روان‌شناسی اجتماعی و تکامل تمدن‌های اولیه شد. یکی از این کتاب‌ها دربارهٔ وضعیت کشاورزی در آشور بود. کتاب دیگر وی به شکل‌گیری جامعه و دولت در میان‌رودان باستان اختصاص داشت. علاوه بر این، باید به ویراستاری او بر مجموعهٔ مطالعات نویسندگان شوروی تحت عنوان میان‌رودان باستان: تاریخ اجتماعی و اقتصادی، مجموعه‌ای از مطالعات پژوهشگران شوروی (مسکو، ۱۹۶۹) نیز اشاره‌کرد، که شامل بررسی عمومی تاریخ اقتصادی میان‌رودان باستان و نهادهای اجتماعی آن است. این کتاب در سال ۱۹۷۶ میلادی به‌زبان عربی ترجمه‌شد و در بغداد منتشر گردید.
بسیاری از آثار دیاکونوف به تاریخ، اقتصاد و نهادهای اجتماعی دولت‌های ایران در دورهٔ باستان اختصاص دارند. او کتیبهٔ اکدی از سال ۱۰۰۰ پیش از میلاد که در گسترهٔ قلمرو مادها یافت شدند را ویرایش و بررسی کرد. این کتیبه بر روی دو طرف یک لوح برنزی حکاکی شده‌بود و توضیح می‌داد که شاهی به‌نام شیلیسرُه از روی مهربانی، افرادش را از پرداخت مالیات معینی رها کرد. این کتیبه پیش‌تر توسط ارنست هرتسفلد منتشر شده‌بود اما دیاکونوف شفافیت بیش‌تری را براساس درک خود ارائه داد. از جملهٔ دیگر آثار او می‌توان به تاریخ ماد از ازمنهٔ باستان تا پایان سدهٔ چهارم پیش از میلاد (مسکو و لنین‌گراد، ۱۹۵۶)، اشاره کرد. این مجلد، نخستین بحث جامع و پُرزحمت دربارهٔ تاریخ باستان مناطق شمال غربی ایران را شامل می‌شد و توجه ویژه‌ای را به ترکیب قومی و نژادی آن‌ها و نیز به ظهور و سقوط مادها اختصاص داد. دیاکونوف برای این کتاب از سنگ‌نوشته‌های آشوری، بابلی، اورارتویی، ایرانی باستان (سنگ‌نوشته‌های پارسی باستان و اوستا) و همچنین منابع کلاسیک و شواهد باستان‌شناختی استفاده کرد. به‌طور خاص، هنگامی که به هرودوت و دیگر نویسندگان یونانی ارجاع می‌دهد، توجه می‌کند که اصطلاح «مُغ» (ماگوس) یک نشان قومی بود و یک طبقه یا پیشه را نمایندگی نمی‌کرد. ده سال بعد، این کتاب به‌زبان فارسی ترجمه شد و در ایران تحت عنوان تاریخ ماد (ترجمهٔ کریم کشاورز، تهران: ۱۹۶۶) منتشر گردید. نسخهٔ خلاصه‌شده و بروزشدهٔ این اثر را می‌توان تحت عنوان «ماد» در تاریخ ایران کمبریج (ج ۲، ۱۹۸۵) یافت. بسیاری از مدخل‌های دیاکونوف دربارهٔ تاریخ ماد در دانشنامه بریتانیکا منتشر شده‌اند.
تعدادی از آثار او به مطالعات ایران باستان اختصاص دارند. مقالهٔ او به‌نام «منشأ سیستم نگارش پارسی باستان و کتیبه‌نویسی شرق باستان و سنت‌های سالنامه‌نویسی» به بررسی منشأ خط پارسی باستان اختصاص دارد. دیاکونوف در آن نشان داد که سنگ‌نوشته‌های پارسی باستان، زبان گفتاری پارس را ارائه نمی‌دادند و چنان‌که از اسناد ایلامی در بایگانی‌های تخت جمشید می‌دانیم، زبان این کتیه‌ها برای اهداف کاربردی استفاده نمی‌شد. او مایل بود چنین فرض کند که سیستم نوشتاری میخی موسوم به «پارسی باستان»، مدت‌ها پیش از فرمانروایی داریوش بزرگ، توسط مادها ایجاد شده‌بود. او همچنین دیدگاه‌های مختلفی در مورد منشأ خط میخی پارسی باستان، از جمله نقش خط میخی میان‌رودان و الفبای آرامی و همچنین کاتبان ایلامی را مورد توجه قرار داد. مدت‌ها بعد، دیاکونوف در مقالهٔ «دربارهٔ دگرنگاری و جایگاهش در تاریخ تحول نگارش» دوباره به همین موضوع برگشت. وی در این مقاله به تحلیل دگرنگاری ایرانی-آرامی در مقایسه با شیوهٔ نگارش سومری و اکدی پرداخت و به تشابهات مهم آن‌ها با شیوهٔ نگارش ایرانیان توجه کرد. هنگامی که مادها و پارس‌ها نهادها و سازمان‌های دولتی‌شان را ایجاد کردند، کاتبان آموزش‌دیدهٔ آرامی را بیش‌تر می‌توان در میان‌شان یافت. با این وجود، در آخرین مرحله از توسعه‌شان، سیستم نوشتاری آرامی در شاهنشاهی‌های ایران باستان، به دگرنگاشتی ایرانی تبدیل شد چرا که واژگان آرامی با اجزاء ایرانی در ایران خوانده می‌شدند؛ بنابراین، در سده‌های دوم و یکم پیش از میلاد در نسا، کاتبان از عبارات اداری استاندارد زبان آرامی استفاده می‌کردند، اگرچه آن‌ها هیچ‌گونه آگاهی و دانشی از زبان آرامی نداشتند.
تعدادی از مقاله‌های دیاکونوف به تاریخ بخش‌های شرقی و مرکزی آسیای صغیر در طول سده‌های هشتم تا شش پیش از میلاد می‌پردازند و دیگر آثار او به فرهنگ باستانی آسیای مرکزی اختصاص دارند. دیاکونوف در مقالهٔ «ایرانِ شرقی پیش از کوروش» به مشکلات خاستگاه و تخصیص قبایل ایرانی‌زبان در آسیای مرکزی، افغانستان و شرق ایران توجه کرد و همچنین بر پایهٔ سنت‌های اوستایی و با توجه به داده‌های باستان‌شناسی به تاریخ آن‌ها در دوران پیشاهخامنشی پرداخت. بنا بر دیدگاه او، فرهنگ اوستایی و پیشااوستایی دوران هخامنشیان، می‌بایست در پارت، مرو، باختر و رخج واقع شده‌باشد و تاریخ آن نیز باید به نیمهٔ نخست هزارهٔ یکم پیش از میلاد بازگردد.
او چنین تصور می‌کرد که قبایل هند و ایرانی سابقاً در میانهٔ هزارهٔ سوم پیش از میلاد از قبایل هند و اروپایی جدا شده‌بودند و احتمالاً از آسیای میانه به‌وسیلهٔ درهٔ رودخانهٔ توجان-هری‌رود و از آن‌جا به قندهار به‌سمت هند و مشهد و نیشابور، به‌سمت ایران مهاجرت کردند. او همچنین احتمال وجود دولت کنفدراسیون منطقه‌ای در دورهٔ پیش از هخامنشیان در زرنگ را در نظر گرفته‌بود، جایی که زردشت در دربار ویشتاسب، دین زردشتی را عرضه کرده بود، نه پس از سدهٔ هفتم پیش از میلاد، در حالی که کنفدراسیون باختری حداکثر از سال ۶۵۰ پیش از میلاد تا ۵۴۰ پیش از میلاد وجود داشته‌بود. در همکاری با برادرش میخائیل دیاکونوف و ولادیمیر لیوشیتس، او در رمزگشایی و بررسی بیش از دو هزار سفال‌نبشته که در حفاری‌های باستان‌شناسی نساء در ترکمنستان در سال ۱۹۴۸ تا ۱۹۶۱ میلادی کشف شدند، همکاری داشت. همان‌طور که این پژوهشگران نشان داده‌اند، سفال‌نبشته‌های ذکرشده در بالا حاوی اسناد اقتصادی هستند که در دورهٔ پارتیان به خط دگرنگاشتی آرامی نوشته شده‌بودند. بعدها این متون توسط دیاکونوف و ولادیمیر لیوشیتس منتشر شدند که پس از آن توسط دیوید نیل مکنزی در مجموعهٔ کتیبه‌های ایرانی ویرایش شد.
خاطرات متعدد او تحت عنوان کتاب خاطرات شامل زندگی‌نامهٔ دقیق وی و گزارشی از فعالیت‌های علمی اوست.
چندین مجلد به افتخار او چاپ شده‌است، از میان آن‌ها یکی به زبان انگلیسی است:
جوامع و زبان‌های شرق نزدیک باستان. مطالعاتی به‌افتخار ایگور میخائیلوویچ دیاکونوف. (وارمینستر، ۱۹۸۲).
کتاب‌شناسی مفصل کارهای او در تاریخ و زبان‌های شرق باستان: به‌یاد ایگور میخائیلوویچ دیاکونوف، قابل دسترسی است. هر ساله مؤسسهٔ مطالعات شرقی در سنت‌پیترزبورگ و موزهٔ دولتی ارمیتاژ، کنفرانسی در بزرگداشت دیاکونوف برگزار می‌کنند. مجموعه مقالات یکی از این کنفرانس‌ها تحت عنوان ادوبا جاودانی است منتشر شد.

## آثار
دیاکونوف ده‌ها کتاب و حدود پانصد مقاله به زبان‌های مختلف منتشر کرده‌است. آثار زیر به زبان انگلیسی هستند:
- Parthian Economic Documents from Nisa (co-authored with V. A. Livshits, ed. D. N. MacKenzie; Corp. Inscr. Iran. , 1976-2002);
- Geographical Names According to Urartian Texts (in collaboration with S. M. Kashkaĭ, Wiesbaden, 1981);
- Geographical Names According to Urartian Texts (Répertoire Géographique des Textes Cunéiformes, vol. IX, Wiesbaden, 1981);
- The Pre-History of the Armenian Nation (New York, 1984);
- Phrygian (Anatolian and Caucasian Studies) (co-authored with V. P. Neroznak, New York, 1985);
- Hurro-Urartian as an Eastern Caucasian Language (in collaboration with S. A. Starostin, Munich, 1986);
- Afrasian Languages (Moscow, 1988);
- Early Antiquity (Chicago and London, 1991);
- “Proto-Afrasian and Old Akkadian. A Study in Historical Phonetics” (co-authored with O. Stolbova and A. Militarev; see Diakonoff, 1992);
- Archaic Myths of the Orient and the Occident (Gothenburg, 1995).
- Diakonoff’s last book The Paths of History (Cambridge, 1999),

### گزیدهٔ آثار
- “K vozniknoveniyu pis’ma v Dvurech’e: dve arkhaicheskie tabletki Gosudarstvennogo E`rmitazha” (On the appearance of writing in Mesopotamia: two archaic tablets from the State Hermitage Museum), Trudy Otdela Vostoka (Gosudarstvennyĭ E`rmitazh) 3, 1940, pp. 27–48.
- Razvitie zemel’nykh otnosheniĭ v Assirii (Development of agrarian relations in Assyria), Leningrad, 1949.
- “Assiro-vavilonskie istochniki po istorii Urartu” (Assyro-Babylonian sources on the history of Urartu), VDI 1951/2, pp. 257–356; 1951/3, pp. 207–52.
- “Zakony Vavilonii, Assirii i Khettskogo tsarstva. Pereveod i kommmentarii” (Laws of Babylonia, Assyria, and the Hittite Kingdom: Translation and commentary), VDI 1952/1, pp. 197–303 (co-authored with Ya. M. Magaziner).
- “Nadpisi Artaksiya (Artashesa I), tsarya Armenii” (Inscriptions of Artaksius (Artashes I), the tsar of Armenia,” VDI 1955/2, pp. 161-74 (co-authored with K. B. Starkova).
- Istoriya Midii s drevneĭshikh vremen do kontsa IV veka do n. è. (History of Media from the most ancient times up to the end of the 4th century BCE), Moscow and Leningrad, 1956.
- A Comparative Survey of the Hurrian and Urartean Languages, Moscow, 1957.
- “Narody drevneĭ Peredneĭ Azii” (Peoples of ancient West Asia), Trudy Instituta ètnografii AN SSSR, N.S. 39, Peredneaziatskiĭ sbornik 1, Moscow, 1958a, pp. 5–72.
- “Some Remarks on the ‘Reforms’ of Urukagina,” Revue d’assyriologie et d’archéologie orientale 52, 1958, pp. 1-15.
- Obshchestvennyĭ i gosudarstvennyĭ stroĭ drevnego Dvurech’ya: Shumer (Social and political system of the ancient Mesopotamia: Sumer), Moscow, 1959 (qualified as D.Lit. diss.).
- Dokumenty iz Nisy, I v. do n. è. : predvaritel’nye itogi raboty (Documents from Nisa, 1st century BCE: preliminary results of study), Moscow, 1960 (co-authored with V. A. Livshits).
- E`pos o Gil’gameshe (“O vse videvshem”) (Epic on Gilgamesh [“On the one who saw everything”]), text, transl. , introd. , and comm. , Moscow-Leningrad, 1961.
- Selected Bibliography of Soviet Works on Sumer, Babylonia, Assyria, Hurrians and Elam, 1917-1962, ed. and comm. I. M. Diakonoff, Chicago, Ill. , 1963a.
- Urartskie pis’ma i dokumenty (Urartian letters and documents), Moscow and Leningrad, 1963b.
- Semito-khamitskie yazyki: opyt klassifikatsii (Semito-Hamitic languages: an essay in classification), Moscow, 1965; the same in English: Semito-Hamitic Languages: an Essay in Classification, Moscow, 1965.
- Yazyki drevneĭ Peredneĭ Azii (Languages of ancient West Asia), Moscow, 1967.
- “Problemy èkonomiki: o strukture obshchestva Blizhnego Vostoka do serediny II tys. do n. è. ” (Problems of economics: on the structure of the society in the Near East up until the middle of the 2nd millennium BCE), VDI 1968/3, pp. 3-27, 1968/4, pp. 3-40; repr. in Oikumene 1982/3, pp. 7-100.
- Ancient Mesopotamia, Socio-economic History: a Collection of Studies by Soviet Scholars, ed. I. M. Diakonoff, Moscow, 1969a; author of chapters “The Rise of the Despotic State in Ancient Mesopotamia,” pp. 173-203, and “Agrarian Conditions in Middle Assyria,” pp. 204-34; tr. into Arabic as Al-ʿErāq al-qadim: derāsa taḥliliya be aḥwālehe al-eqteṣādiya wa al-ejtemāʿiya, Baghdad, 1976.
- “The Origin of the ‘Old Persian’ Writing System and the Ancient Oriental Epigraphic and Annalistic Traditions,” in W. B. Henning Memorial Volume, ed. M. Boyce and I. Gershevitch, London, 1970a, pp. 98-124.
  - Social Stratification of Ancient Society, Moscow, 1970b (co-authored with S. L. Utchenko).

“Main Features of the Economy in the Monarchies of Ancient Western Asia,” Troisième conférence internationale d’histoire économique, Paris, 1970c, pp. 13-22.
- “Vostochnyĭ Iran do Kira” (Eastern Iran before Cyrus), in Istoriya Iranskogo gosudarstva i kul’tury: k 2500-letiyu Iranskogo gosudarstva (History of Iranian state and culture: for the 2500th anniversary of the Iranian state), ed. B. G. Gafurov, Moscow 1971a, pp. 122-34.
- Hurrisch und Urartäisch, Munich, 1971b.
- Poèziya i proza drevnego Vostoka (Poetry and prose of the ancient East), ed. I. S. Braginskiĭ, Moscow, 1973; tr. “ ‘O vse videvshem’ so slov Sin-leke-unninni” (About ‘He who saw everything’ from the words of Sin-leke-unninni), pp. 166-220; intr. to “Drevneevreĭskaya literatura” (Ancient Hebrew literature), pp. 537-50; tr. from Hebrew “Pesn’ pesneĭ” (The Song of Songs), pp. 625-38, “Kniga E`kklesiast” (The Book of Ecclesiast), pp. 638-53; comm. , pp. 673-81, 713-16, 720-23.
- “Slaves, Helots and Serfs in Early Antiquity,” Acta antiqua Academiae Scientarium Hungricae 22, 1974, pp. 45-78.
- “Ancient Writing and Ancient Written Language: Pitfalls and Peculiarities in the Study of Sumerian,” Sumerological Studies in Honor of Thorkild Jacobsen on His Seventieth Birthday, June 7, 1974,” Chicago, Ill. , 1976 (1975), pp. 99-121.
- Parthian Economic Documents from Nisa, ed. D. N. MacKenzie, 5 vols. , London, 1976-2002 (co-authored with V. A. Livshits).
- “Ocherk frigiĭskoĭ morfologii” (An essay in Phrygian morphology), Baltistica 1977/2, pp. 169-98 (co-authored with V. P. Neroznak).
- “A Cuneiform Charter from Western Iran”, in Festschrift Lubor Matouš, ed. H. Hruška and G. Komoróczy, Budapest, 1978, pp. 51-68.
- Towards the Pronunciation of Dead Language: Akkadian. Assyriological Miscellanies. Volume 1, 1980, Copenhagen, 1980.
- “The Cimmerians,” Monumentum Georg Morgenstierne, vol. I, Leiden, 1981, pp. 103-40.
- Geographical Names According to Urartian Texts, Wiesbaden, 1981; Répertoire Géographique des Textes Cunéiformes, vol. IX (in collaboration with S. M. Kashkaĭ).
- Sravnitel’no-istoricheskiĭ slovar’ afraziĭskikh yazykov (Comparative-historical dictionary of the Afrasian languages), 2 issues, Moscow, 1981-82 (co-authored with A. G. Belova, A. I. Militarev, et al.).
- Istoriya drevnego mira (History of the ancient world), ed. I. M. Diakonoff, V. D. Neronova, and I. S. Sventsitskaaya, 3 vols. , Moscow, 1982a; 3rd rev. and enl. ed. Moscow, 1989-; vol. I: Rannyaya drevnost’ (Early antiquity), author of chapters “Vozniknovenie zemledeliya, skotovodstva i remesla” (Appearance of farming, cattle-breeding, and craft), pp. 27-50; “Goroda, gosudarstva. Shumera” (Cities, states. Sumer), pp. 50-64; vol. II: Rastsvet drevnikh obshchestv (Flourishing of ancient societies), chapter “Kul’tura peredneĭ Azii v pervoĭ polovine I tysyacheletiya do n. è. ” (Culture of West Asia in the first half of the 1st millennium BCE), pp. 95-127 (co-authored with V. K. Afanas’eva and I. P. Veĭnberg).
- “Nauchnye predstavleniya na drevnem Vostoke (Shumer, Vaviloniya, Perednyaya Aziya)” (Scientific concepts in the ancient East: Sumer, Babylonia, West Asia), in Ocherki istorii estestvennonauchnykh znaniĭ v drevnosti (Essays in the history of knowledge in natural sciences in antiquity), ed. A. N. Shamin, Moscow, 1982b, pp. 59-119.
- “K praistorii armyanskogo yazyka (o faktakh, svidetel’stvakh i logike)” (On the pre-history of the Armenian language: facts, evidences, and logic), Istoriko-filologicheskiĭ zhurnal, 1983a, no. 4, pp. 149-78.
- The Pre-history of the Armenian People, Delmar, N.Y. , 1983b.
- Istoriya drevnego Vostoka (History of the ancient East), 2 vols. : Zarozhdenie drevneĭshikh klassovykh obshchestv i pervye ochagi rabovladel’cheskoĭ tsivilizatsii (Conception of the first class societies and the first centers of slave-holding civilization) ; pt. 1 Mesopotamiya (Mesopotamia), pt. 2 Egipet (Egypt), Moscow, 1983 and 1988.
- “Media,” in The Cambridge History of Iran, vol. 2: The Median and Achaemenian Periods, ed. I. Gershevitch, Cambridge, 1985a.
- I. M. Diakonoff and M. M. Diakonoff, Izbrannye perevody (Selected translations), Moscow, 1985b.
- Phrygian, Delmar, N.Y. , 1985c (co-authored with V. P. Neroznak).
- Hurro-Urartian as an Eastern Caucasian Language, Munich, 1986a (co-authored with S. A. Starostin).
- “O geterografii i ee meste v istorii razvitiya pis’ma” (On heterography and its place in the history of development of writing), *Peredneaziatskiĭ sbornik 4, Moscow, 1986b, pp. 4-18.
- Afrasian Languages, Moscow, 1988a (co-authored with A. A. Korolev).
- “Zarozhdenie drevneĭshikh klassovykh obshchestv i pervye ochagi rabovladel’cheskikh tsivilizatsiĭ” (The conception of the earliest class societies and the first hearths of slave-holding societies), in Perednyaya Aziya, pt. 2, Moscow, 1988, pp. 5-151 (co-authored with N. B. Yankovskaya).
- Lyudi goroda Ura (People of the city of Ur), Moscow, 1990.
- Early Antiquity, Chicago, Ill. , 1991.
- “Proto-Afrasian and Old Akkadian. A Study in Historical Phonetics”, Journal of Afroasiatic Languages 4/1-2, Leiden, 1992, pp. 1-133 (co-authored with O. Stolbova and A. Militarev).
- Kniga vospominaniĭ (Book of reminiscences), St. Petersburg, 1995.
- The Paths of History, Cambridge, 1999.
- Edubba vechna i postoyannna: materialy konferentsii, posvyashchennoĭ 90-letiyu so dnya rozhdeniya Igorya Mikhaĭlovicha D’yakonova = Edubba is Everlasting: Proceedings of the Conference Held in Commemoration of the 90th Birthday of Igor Mikhailovich Diakonoff, St. Petersburg, 2005.
- E. Herzfeld, “Bronzener ‘Freibrief’ eines Koenigs von Abdadana,” AMI 9, 1958, pp. 159-77.
- Istoriya i yazyki Drevnego Vostoka: pamyati I. M. D’yakonova (History and languages of the Ancient Orient: in memory of I. M. Diakonoff), ed. V. A. Livshits, I. N. Medvedskaya, and V. A. Yakobson, St. Petersburg, 2002.
- Societies and Languages of the Ancient Near East. Studies in Honour of I. M. Diakonoff, ed. I. N. Postgate, Warminster, England, 1982.

### کتاب‌ها به زبان فارسی
- تاریخ ماد، ترجمهٔ کریم کشاورز، تهران، ۱۳۴۵.
- گذرگاه‌های تاریخ، ترجمهٔ مهدی حقیقت‌خواه، تهران، ۱۳۸۰.